# Cantone di Béthune
Il Cantone di Béthune è una divisione amministrativa dell'Arrondissement di Béthune.
È stato costituito a seguito della riforma approvata con decreto del 24 febbraio 2014, che ha avuto attuazione dopo le elezioni dipartimentali del 2015.

## Composizione
Comprende i 7 comuni di:
- Annezin
- Béthune
- Chocques
- Labeuvrière
- Lapugnoy
- Oblinghem
- Vendin-lès-Béthune